# Frederikke Thomassen
Frederikke Thomassen  (2. juni 1996) er en dansk barneskuespiller, der har været med i en række film og tv-produktioner, mest markant i Tempelriddernes skat-serien.

## Filmografi
- Sprængfarlig bombe (2006)
- Tempelriddernes skat (2006)
- Tempelriddernes skat II (2007)
- Tempelriddernes skat III (2008)
- 2900 Happiness (tv-serie, 6 episoder, 2008)
- Den skaldede frisør (2012)
- Fasandræberne (2014)